# Piattaforma Alfa Romeo Giorgio

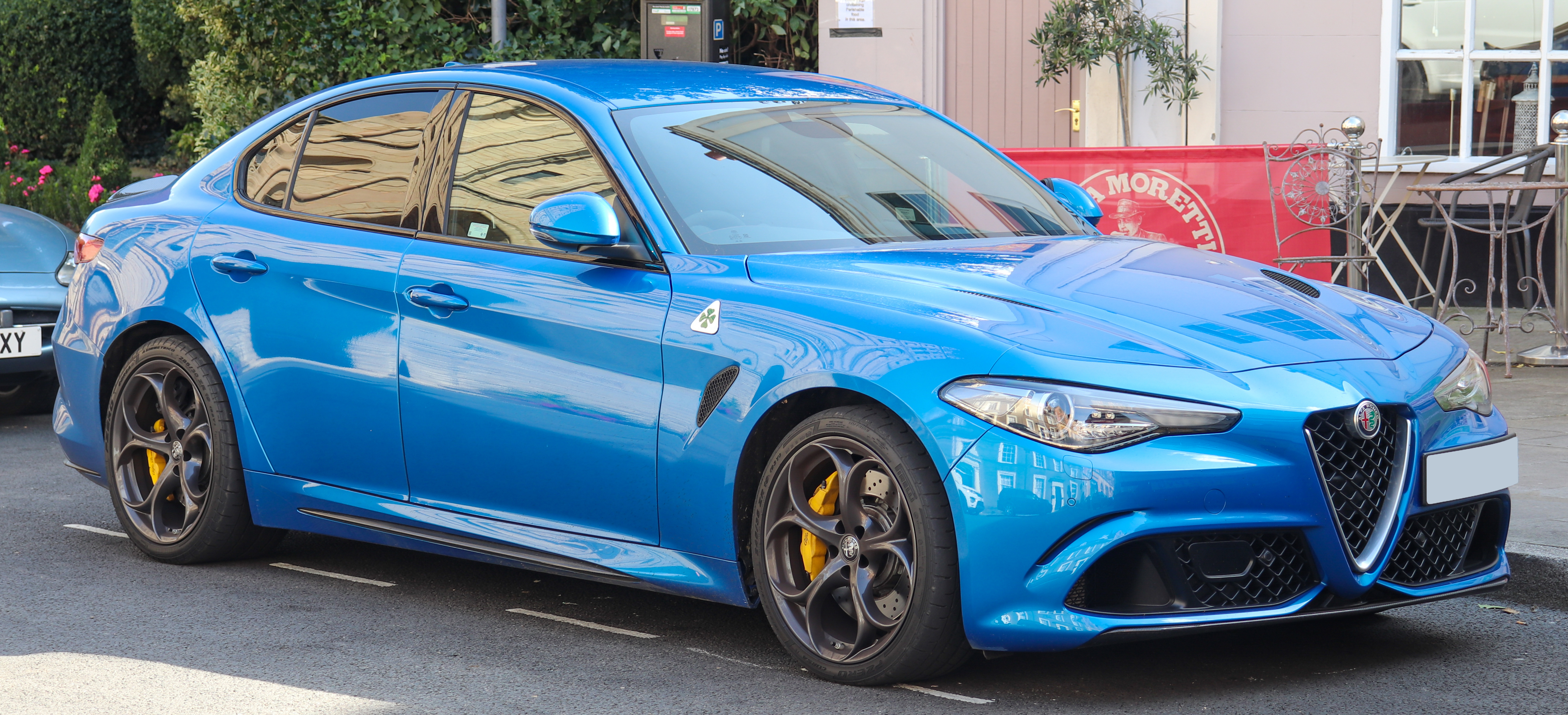
Alfa Romeo Giulia è stata la prima vettura ad adottare il pianale Giorgio

La piattaforma Alfa Romeo Giorgio è un pianale, progettato dalla Fiat Group Automobiles nel 2013 e utilizzata a partire dal 2016 sulle Alfa Romeo.
Sostituisce il pianale Premium sviluppato insieme alla GM.

## Descrizione
Il costo per lo sviluppo e la realizzazione è stato di circa un miliardo di euro.
Si predispose al proposito un team di circa 250 Ingegneri che a Modena ebbero le direttive di focalizzare gli sforzi costruttivi su obiettivi primari come la distribuzione delle masse, la rigidità torsionale, per esaltare le doti di guida e dinamiche.
Le prime notizie e indiscrezioni circa lo sviluppo della piattaforma si ebbero agli inizi del 2014.
Il pianale, che è caratterizzato da un'architettura con motore anteriore/longitudinale e dall'adozione della trazione posteriore o integrale, è stato concepito per essere usato su veicoli di segmento D o superiore ed è stato portato all'esordio nel 2016 dall'Alfa Romeo Giulia. La piattaforma è stata progettata e sviluppata per la realizzazione di berline a 4 porte di medie dimensioni oppure di SUV o Crossover SUV di medie e grandi dimensioni. Nella sua prima versione, ovvero quella utilizzata dalla Giulia e in seguito anche dalla Stelvio, il pianale è in grado di accogliere motori a quattro cilindri in linea (come il 2.0 GME) e V6 fino a una cubatura massima di 3,0 litri: come il 690T o il Maserati Nettuno.
Nel 2021 il pianale è stato ulteriormente sviluppato per la Jeep, allungando il passo per accogliere motori V8 da 6,2 litri di cilindrata su corpi vettura lunghi più di 5 metri e dotandola di motorizzazioni ibride plug-in. Questa versione a passo lungo ha esordito sulla Jeep Grand Cherokee di quinta generazione.
Nella primavera del 2022 la piattaforma subisce un'ulteriore evoluzione tecnica, venendo modificata dalla Maserati che, partendo dalla base della Stelvio, ne ha incrementato leggermente il passo e la lunghezza, ma soprattutto evolvendola per montarci motorizzazioni sia ibride leggere sia totalmente elettriche. Viene inoltre modificata per adottare un'alimentazione totalmente elettrica, destinata alle varianti Folgore della casa del tridente.

## Veicoli basati sulla piattaforma
| Variante della piattaforma             | Produttore | Modello        | Immagine | Anni di produzione | Segmento | Carrozzeria  | Linea di assemblaggio                                           |
| -------------------------------------- | ---------- | -------------- | -------- | ------------------ | -------- | ------------ | --------------------------------------------------------------- |
| Giorgio                                | Alfa Romeo | Giulia         |          | dal 2016           | D        | Berlina      | Cassino                                                         |
| Giorgio                                | Alfa Romeo | Stelvio        |          | dal 2016           | D        | SUV          | Cassino                                                         |
| Giorgio LWB                            | Jeep       | Grand Cherokee |          | dal 2021           | E        | SUV          | Jefferson North (Grand Cherokee) Mack Avenue (Grand Cherokee L) |
| Giorgio II Giorgio Folgore             | Maserati   | Grecale        |          | dal 2022           | D        | SUV          | Cassino                                                         |
| Giorgio II Sport Giorgio Sport Folgore | Maserati   | GranTurismo II |          | dal 2022           | S        | Gran Turismo | Mirafiori, Torino (2022-2025) Modena (2025-presente)            |
| Giorgio II Sport Giorgio Sport Folgore | Maserati   | GranCabrio II  |          | dal 2024           | S        | Gran Turismo | Mirafiori, Torino (2022-2025) Modena (2025-presente)            |